# 秋山光和
秋山 光和（あきやま てるかず、1918年5月17日 - 2009年3月10日）は、日本の美術史学者。日本美術史専攻。東京大学名誉教授、東京文化財研究所名誉研究員。

## 経歴
出生から修学期
1918年、京都市下京区（現、東山区）で父・秋山光夫と母・花枝の長男として生まれた。父の秋山光夫が宮内省図書寮に職を得たことから家族とともに東京に移り、幼少期を過ごした。やがて私立暁星小学校に入学。母方の祖父は元ベルギー公使で、幼いころから祖父母にフランス語を教わっていた。
1931年、旧制東京高等学校尋常科に進み、同高等科文科丙類（仏語専修）を卒業。一時は外交官を志した。1938年4月、東京帝国大学文学部美術史学科に入学し、1941年に卒業。
美術史研究者として
1941年7月、文部省美術研究所に嘱託として採用された。しかし徴兵され、翌年1月、海軍予備少尉として任官。海軍予備大尉で終戦を迎えた。
太平洋戦争後
戦後は同研究所嘱託に復職。1948年4月より東京国立博物館研究員。1950年にフランスに留学。これは戦後初のフランス政府招聘留学生であった。在仏時には、パリ大学、ギメ東洋美術館、フランス国立図書館において調査研究にあたった。帰国後の1952年4月からは東京国立文化財研究所美術部第一研究室に研究員として勤務。1963年4月に同室長となった。
1967年2月、東京大学文学部助教授に転じた。以後、後進の育成と研究生活に入り、1969年に学位論文『平安時代世俗画の研究』を東京大学に提出して文学博士号を取得。同年に教授昇進。1979年に東京大学を定年退官(1987年に名誉教授となった)。その後は学習院大学教授として教鞭をとった。1981年にはフランス国立高等研究院（Ecole pratique des Hautes Etudes）の客員教授、1985年にはコレージュ・ド・フランス（College de France）の客員教授として特別講義を担当した。
学界では、1985年にフランス学士院会員に選出された。これは人文系の日本人研究者として初の選出であった。2009年3月10日、老衰のため死去、享年90歳。

## 受賞・栄典
- 1959年：フランス・芸術文化勲章（シュヴァリエ）[1]。
- 1960年：同（オフィシエ）[1]。
- 1967年：『平安時代世俗画の研究』で日本学士院賞[1]。
- 1988年：ロイヤル・アカデミー客員会員[1]。
- 1991年：勲三等旭日中綬章[3]。
- 1992年：ベルギー政府レオポルド3世勲章[1]。
- 1998年：フランス・レジオンドヌール勲章（シュヴァリエ）を受章。また、芸術文化勲章（コマンドール(フランス語版)）を受章。

## 研究内容・業績
専門は美術史で、日本絵画史。中でも平安時代絵画の分析を進め、『平安時代世俗画の研究』としてまとめた。これは学位請求論文でもあり、1967年の日本学士院賞はこの著作に対して贈られた。
X線を用いた絵画調査
日本の美術史研究にX線を用いた光学的な調査手法を持ち込んだ。1953年、東京国立文化財研究所の研究班による研究報告書『光学的方法による絵画の研究』を出版。1955年には田中一松らとの共著『光学的方法による古美術品の研究』を刊行した（1984年増補版）。
ペリオ収集敦煌壁画の研究
1950年から調査・研究のためフランス留学中、特に有名な敦煌文献をフランスにもたらしたポール・ペリオの収集資料の分析を深めた。これにより、敦煌壁画研究の道を開いた。
秋山光和収蔵資料(秋山記念文庫)
没後、秋山の膨大な蔵書はじめ研究資料は、東京文化財研究所ほかが受贈。上野憲示学長が東京大学の教え子だった縁から文星芸術大学には日本美術に関する資料のほか前田青邨の未発表作品、堀口大學の初版本、「高村光雲先生考案下絵貼込帳」画帳が贈られ。
2011年には構内に秋山記念文庫を建てて秋山の1万冊を超す蔵書を収める準備のかたわら、5月から7月初旬に開設記念展「SALON de Mont' Automne」を同大学上野記念館で開いている。研究資料および秋山の手描きスケッチをはじめ、義父の前田青邨の作品、伯父の堀口大学資料を展示した。文庫の建物は鉄筋コンクリート製平屋で、面積約93平方メートル。遺品の机などを配して秋山の書斎を復元したコーナーもある。

## 家族・親族
- 父：秋山光夫は美術史家。金沢美術工芸大学学長を務めた。
- 母：秋山花枝は堀口九萬一の娘、堀口大學の妹。
- 妻：秋山日出子は前田青邨の三女[12]であり、秋山は青邨の画業が後世に残るよう美術史家の立場で纏めることとなった[13][14]。
- 長男：秋山光文も美術史家。お茶の水女子大学教授。

## 著作物

### 単著
- 『平安時代世俗画の研究』吉川弘文館 1964[15]
  - 改版 2002年
- 『王朝絵画の誕生『源氏物語絵巻』をめぐって』中央公論社(中公新書) 1968[16]
- 『出会いのコラージュ 秋山光和随想集』講談社 1994[17]
- 『日本絵巻物の研究』(全2巻) 中央公論美術出版 2000[18][19]

### 共編著
- 福山敏男『栄山寺八角堂の研究（美術研究所研究報告）』便利堂、1951年。 NCID BN06780462。
- 藤田経世『信貴山縁起繪巻』3号、文化史懇談會 編、東京大学出版会〈日本美術史叢書〉、1957年。 NCID BN03625146。復刊2011年5月
- 『フランスを中心とする17世紀ヨーロッパ名画展 : ルーヴル美術館ほか所蔵』新規矩男・飯島勇 ほか 共編：中山公男・高階秀爾・佐々木英也 訳。講談社インターナショナル製作、東京国立博物館、1966年。 ― 展覧会カタログ。タイトル別名 "Le grand siècle dans les collections françaises"
- 関千代共編『前田青邨展 : 米寿記念』朝日新聞東京本社企画部 編、朝日新聞社、1971年。 NCID BN05345515。
- 柳沢孝、鈴木敬三『扇面法華経の研究』鹿島研究所出版会、1972年。 NCID BN06197832。
- 前田青邨『作画三昧 青邨文集』編・あとがき、新潮社、1979年。
- 前田青邨『定本前田青邨作品集』鹿島出版会、1981年。 NCID BN05257021。
- 『平等院大観』共同編集：鈴木嘉吉 ほか編集協力、岩波書店。 NCID BN01476180。全3巻。1987年–1992年にかけ刊行。第1巻「建築」、第2巻「彫刻」、第3巻「絵画」
- 『西域美術 : ギメ美術館ペリオ・コレクション = Les arts de l'Asie centrale』ジャック・ジエス編 / ジャン・フランソワ・ジャリージュ、秋山光和 監修、講談社。

全2巻。1994年6月-1995年6月に刊行。第1巻に敦煌石窟関係年表と「敦煌絵画」参考文献(秋山光和編)、第2巻に参考文献一覧。

### 図録解説
- 田中一松『源氏物語繪卷』1号、角川書店編集部 [編]、角川書店〈日本繪卷物全集〉、1958年。 NCID BN01932246。
  - 秋山光和 [編集担当]『源氏物語絵巻』2号、角川書店編集部 [編]、角川書店〈新修日本絵巻物全集〉、1975年。
- 新規矩男、野間清六『日本 (平安第2)』5号、角川書店〈世界美術全集〉、1962年。 NCID BN04608652。
- 『ギメ東洋美術館』14号、講談社〈世界の美術館〉、1968年。 NCID BN01640400。
- 宮次男、中村義雄、柳澤孝『絵巻物』8号、小学館〈原色日本の美術〉、1968年。 NCID BN10243933。 ― 改訂第3版 『絵巻物』8号、小学館〈原色日本の美術〉、1994年。 NCID BN12558684。
- 『平治物語繪』丸善;トッパン・フォームズ、2002年。ISBN 4621049739。 NCID BA56464815。 ― 3軸 (43×44cm)

### 翻訳
- ジェルマン・バザン『世界美術史』柳宗玄共訳、平凡社、1958年。 NCID BN01640386。
- The dictionary of art. Turner, Jane [editor] ; Brigstocke, Hugh [consulting editor] ; Akiyama, Terukazu et al.[editorial advisory board]. Macmillan,vGrove's Dictionaries. (1996). NCID BA28601598
  - 『The Dictionary of art : マクミラン社グローヴ世界美術大事典スタディ・ガイド』松本尚子 [編集] ; 秋山光和 [監修]、ネイチャー・ジャパン、東京、1996年。

#### 著書の外国語訳
- (ドイツ語) Japanische Malerei. Die Kunstschätze Asiens. Skira. (1961). NCID BA6310589X
- Matsubara, Saburo (1969). Buddhist cave temples : new researches. Arts of China. 2. Soper, Alexander C. [translator]. Kodansha International. ISBN 0870110896
- (英語) Japanese painting. Treasures of Asia (New ed ed.). Skira, Distributed by Crown. (1972). NCID BA13356752
- (フランス語) La peinture japonaise. Collection Skira-Flammarion. Skira. (1977). ISBN 260500094X. NCID BA12707920
- (中国語) 日本絵画史. 常任侠 [翻訳]. 北京: 人民美術出版社. (1978). NCID BN08461501
- 일본회화사. 예경. (1992). NCID BA89269633

### 記念論集
- 『秋山光和博士古稀記念美術史論文集』秋山光和; 秋山光和博士古稀記念論文集刊行会、1991[20][21]

### 回想記
- 「第8章 秋山光和博士を囲んで」『東方学回想 Ⅷ 学問の思い出（3）』（門下生達との座談会での回想、年譜書誌も記載）刀水書房、2000年。ISBN 9784887082533。 NCID BA46273005。

### 論文

#### 美術資料の光学分析
- 中山秀太郎、久野健「光学的方法による美術品の鑑識」『The Journal of art studies』第159号、東京国立文化財研究所、1951年2月、32-48頁、ISSN 0021-9088、NAID 40003235619。
- 「光学的方法による美術品の鑑識 前言 = Studies on Art Objects Trough Optical Methods: Foreword」『美術研究 = The bijutsu kenkyu : the journal of art studies』第159号、1951年3月、32-33頁、NAID 120005905342。
- 「美術品の光学的研究」『Museum』第14号、東京国立博物館、1952年5月、27-30頁、ISSN 0027-4003、NAID 40000022922。
- “Investigations on Paintings by Means of Optical Devices: A Report of Scientific Researches in Europe and the appliance of them to Oriental Paintings”. The journal of art studies (文化財研究所東京文化財研究所) (168):  115-126. (1953年2月). ISSN 0021-9088. NAID 120005905382.
- “X-ray Experiments on the "Illustrated Inga-kyo Sutra," the Scroll-painting "Murasaki Shikibu Nikki" and the "Resurrection of Buddha"”. The journal of art studies (文化財研究所東京文化財研究所) (168):  131-138. (1953年2月). ISSN 0021-9088. NAID 120005905384.
- ウール, マドレーヌ「The Scientific Examination of Works of Art in the Laboratory of Louvre Museum」『The journal of art studies』第168号、東京文化財研究所、1953年2月、144-154頁、ISSN 0021-9088、NAID 120005905386。
- 「光学的方法による美術品の鑑識に関する研究」『Japanese scientific monthly』第6巻第11号、日本学術振興会、1954年2月、784-791頁、ISSN 0387-2440、NAID 40017574836。
- 「日本上代絵画における紫色とその顔料」『The journal of art studies』第220号、文化財研究所東京文化財研究所、1962年1月、175-196頁、ISSN 0021-9088、NAID 40003235173。
- 「L'emploi du Violet et sa Composition dans la Peinture Japonaise du VIIIe Siecle au XIIe Siecle」『美術研究 = The bijutsu kenkiu : the journal of art studies』第220号、1962年10月、1-22頁、NAID 120006350161。
- 「東洋絵画を科学の眼でみる (文化財を化学の眼でみる)」『化学と工業』第36巻第3号、日本化学会、1983年3月、142-145頁、ISSN 0022-7684、NAID 40000420813。
- 「日本絵画研究に対する科学的鑑識法実施の経緯と方法上の諸問題 (絵画研究と科学<特集>)」『Scientific papers on Japanese antiques and art crafts』第30号、古文化財科学研究会、1985年12月、41-49頁、ISSN 0368-6272、NAID 40001401600。
- 「日本における美術品の科学的調査と研究 (美術史と自然科学<特集>)」『Ars buddhica』第213号、毎日新聞社、1994年3月、15-33頁、ISSN 0004-2889、NAID 40003339468。

#### 敦煌関連
- 「ペリオの燉煌紀行」『芸術新潮』第4巻第4号、新潮社、1953年4月、114-116頁、ISSN 04351657、NAID 40000936498。
- 「新中国の敦煌ブーム」『芸術新潮』第6巻第4号、新潮社、1955年4月、70-73頁、ISSN 0435-1657、NAID 40000929000。
- 「敦煌芸術研究五十年」『芸術新潮』第7巻第9号、新潮社、1956年9月、64-67頁、ISSN 04351657、NAID 40000929436。
- 「敦煌千仏洞」『三彩』第79号、三彩社、1956年9月、NAID 40001481078。
- 「羅什三蔵絵伝孜」『Bulletin of Kanazawa College of Art』第1号、金沢美術工芸大学、1957年1月、ISSN 0451-3215、NAID 40000513539。
- 「ペリオ将来のスバシ出土木製舎利容器三種」『The journal of art studies』第191号、国立文化財機構東京文化財研究所、1957年3月、266-286頁、ISSN 0021-9088、NAID 40003235589。
- 秋山光和「敦煌本降魔変（牢度叉闘聖変）画巻について」『美術研究』第187巻、1957年、1-35頁、東文研 00006900。 ― パリ国立図書館蔵のペリオが収集した画巻
- 「再発見されたル・コック・コレクション--戦災をまぬかれた中央アジア美術品」『芸術新潮』第10巻第6号、新潮社、1959年6月、174-180頁、ISSN 0435-1657、NAID 40000930247。
- 「敦煌における変文と絵画--再び牢度又闘聖変(降魔変)を中心に」『The journal of art studies』第211号、国立文化財機構東京文化財研究所、1960年7月、47-74頁、ISSN 0021-9088、NAID 40003235153。
- 「眼ざめた地下の乙女--長安唐墓の壁画など--特集・中国で見つけたもの」『芸術新潮』第11巻第9号、新潮社、1960年9月、68-71頁、ISSN 0435-1657、NAID 40000927538。
- 「Pien-wen and Paintings at Tun-huang: Again with Special Reference to the "Magic Competition between Sariputra and Raudraksa (Chiang-mo-pien)"」『美術研究 = The bijutsu kenkiu : the journal of art studies』第211号、1960年12月、1-28頁、NAID 120006350130。
- 「長安の唐墓壁画」『三彩』第135号、三彩社、1961年1月、NAID 40001481393。
- 「Explanation of the Plates: The Painted Dado of Cella M. V at Miran Site (Coll. Section of Central Asian Antiquities, National Museum, New Delhi)」『美術研究 = The bijutsu kenkiu : the journal of art studies』第212号、1961年2月、34-39頁、NAID 120006350136。
- 「L'enluminure du Chapitre "Samantamukha" (Kouan Che Yin P'ou Sa P'ou Men P'in) du Sutra de Lotus de la Bonne Loi, Copie au Japon vers le Millieu du XIIe Siecle」『美術研究 = The bijutsu kenkiu : the journal of art studies』第224号、1963年3月、22-36頁、NAID 120006350176。
- 「敦煌における変文と絵解」『三康文化研究所所報』第2号、三康文化研究所、1966年、5-31頁、ISSN 0286-3472、NAID 40001480113。
- 「Deux Peintures de Touen-houang, sur Soie, Representand un "Pelerin Portant des Sutras et Accompagne d'un Tigre"」『美術研究 = The bijutsu kenkiu : the journal of art studies』第238号、1966年2月、1-21頁、NAID 120006350229。
- 「敦煌画阿弥陀浄土図(図版解説)」『The journal of art studies』第252号、国立文化財機構東京文化財研究所、1967年5月、32-37頁、ISSN 0021-9088、NAID 40003235257。
- 「Explanation of Plates: Une Peinture de Touen-Houang au Musee Guimet Representant le Paradis d'Amitabha」『美術研究 = The bijutsu kenkiu : the journal of art studies』第252号、1968年3月、32-37頁、NAID 120006350280。
- 「唐代の敦煌壁画--フォッグ美術館所蔵の断片を中心に」『Ars buddhica』第71号、毎日新聞社、1969年7月、78-95頁、ISSN 0004-2889、NAID 40003338203。
- 「敦煌壁画研究の新資料――James Lo氏撮影写真とフォッグ, エルミタ-ジュ両美術館所蔵断片の検討」『Ars buddhica』第100号、毎日新聞社、1975年2月、77-93頁、ISSN 0004-2889、NAID 40003338823。
- Tarzi, Zemaryalai、高田修「最近におけるタパ・エ・ショト-ルの発掘成果(一九七四〜一九七六)とハッダ芸術の新知見」『Ars buddhica』第120号、毎日新聞社、1978年9月、11-27頁、ISSN 00042889、NAID 40003338637。
- 「敦煌--四十年めの出会い」『芸術新潮』第31巻第12号、新潮社、1980年12月、116-120頁、ISSN 0435-1657、NAID 40000933424。
- 石塚晴通「敦煌研究院50周年記念 敦煌学国際学術研討会(海外東方学界消息-88-)」『東方学』第89号、東方学会、1995年1月、p149-154、ISSN 0495-7199、NAID 40002634625。
- 「ポール・ペリオと「蔵経洞」壁画をめぐって (特集 敦煌学の百年)」『Ars buddhica』第271号、毎日新聞社、2003年11月、57-60, 3-4、ISSN 0004-2889、NAID 40006048096。